# Vlekvleugelmierklauwier
De vlekvleugelmierklauwier (Pygiptila stellaris) is een zangvogel uit de familie Thamnophilidae (miervogels).

## Verspreiding en leefgebied
Deze soort komt voor in het Amazonegebied en telt vier ondersoorten:
- P. s. maculipennis: van zuidoostelijk Colombia tot noordoostelijk Peru.
- P. s. occipitalis: van zuidelijk Colombia tot de Guyana's en noordelijk Brazilië.
- P. s. purusiana: westelijk Brazilië.
- P. s. stellaris: centraal Brazilië.

## Status
De grootte van de populatie is niet gekwantificeerd maar de soort wordt omschreven als algemeen. Op de Rode lijst van de IUCN heeft deze soort de status niet bedreigd.